# Bajgora
Il Bajgora (in russo Байгора́?) è un fiume della Russia europea settentrionale, affluente di sinistra del Matyra. Scorre nel Verchnechavskij rajon dell'oblast' di Voronež e nei rajon Dobrinskij, Usmanskij e Grjazinskij dell'oblast' di Lipeck.
La sorgente del fiume si trova a sud del villaggio di Verchnjaja Bajgora. Il fiume scorre in direzione settentrionale e sfocia nel bacino idrico creato sulla Matyra (a 42 km dalla foce), nella città di Grjazi. Ha una lunghezza di 115 km; l'area del suo bacino è di 1 370 km².